# UFC 72
UFC 72: Victory（ユーエフシー・セブンティツー：ヴィクトリー）は、アメリカ合衆国の総合格闘技団体「UFC」の大会の一つ。2007年6月16日、北アイルランド・アントリム県ベルファストのオデッセイ・アリーナで開催された。
本大会はUFC初の北アイルランド大会である。

## 大会概要
メインイベントでは、出場が予定されていたマルティン・カンプマンが負傷のため欠場。代わりに出場が決定した岡見勇信が、世界ミドル級王座への挑戦権を賭けて前王者リッチ・フランクリンと対戦。フランクリンが岡見を僅差の判定で下し、アンデウソン・シウバへの王座挑戦権を獲得した。
なお、予定されていたジェイク・オブライエン対トム・マーフィーの試合は、オブライエンの負傷および代替選手の不存在により中止となった。
キャリア5戦全勝のスティーブン・リンチがUFCデビュー。

## 試合結果

### プレリミナリィカード
第1試合 ウェルター級 5分3R
○  ダスティン・ヘイズレット vs.  スティーブン・リンチ ×
1R 2:50 スピニングチョーク
第2試合 ヘビー級 5分3R
○  エディ・サンチェス vs.  コリン・ロビンソン ×
1R 0:32 TKO（レフェリーストップ：右フック→パウンド）
第3試合 ウェルター級 5分3R
○  マーカス・デイヴィス vs.  ジェイソン・タン ×
1R 1:15 KO（右ストレート）

### メインカード
第4試合 ミドル級 5分3R
○  エド・ハーマン vs.  スコット・スミス ×
2R 2:25 チョークスリーパー
第5試合 ライト級 5分3R
○  タイソン・グリフィン vs.  クレイ・グイダ ×
3R終了 判定2-1（29-28、28-29、29-28）
第6試合 ミドル級 5分3R
○  ジェイソン・マクドナルド vs.  ローリー・シンガー ×
2R 3:18 TKO（レフェリーストップ：マウントパンチ）
第7試合 ライトヘビー級 5分3R
○  フォレスト・グリフィン vs.  ヘクター・ラミレス ×
3R終了 判定3-0（30-27、30-27、30-27）
第8試合 ミドル級王座挑戦者決定戦 5分3R
○  リッチ・フランクリン vs.  岡見勇信 ×
3R終了 判定3-0（29-28、29-28、29-28）
※フランクリンが挑戦権獲得に成功。

### 各賞
ファイト・オブ・ザ・ナイト： タイソン・グリフィン vs. クレイ・グイダ
ノックアウト・オブ・ザ・ナイト： マーカス・デイヴィス
サブミッション・オブ・ザ・ナイト： エド・ハーマン
各選手にはボーナスとして40,000ドルが支給された。